# Affaitati

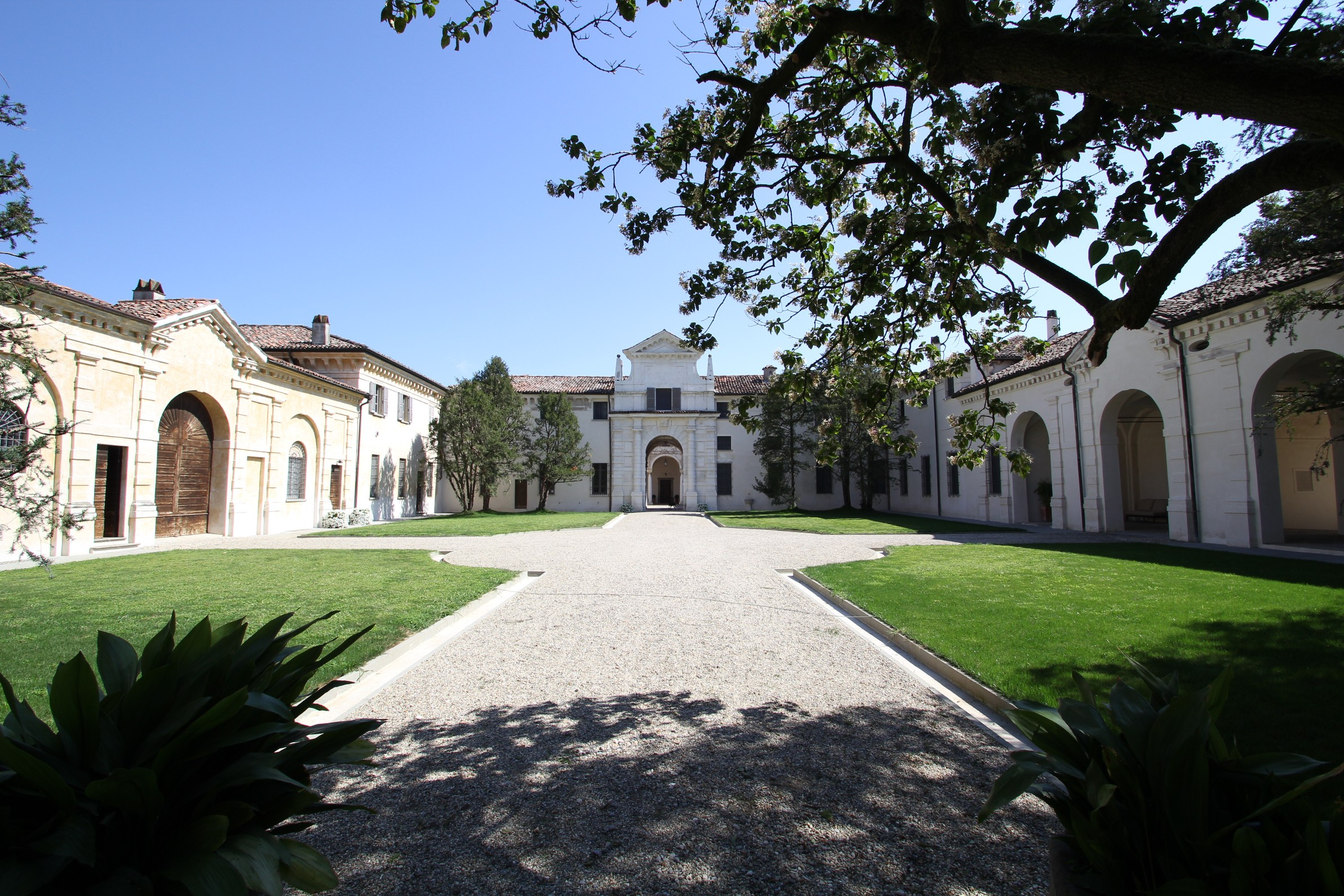
Villa Affaitati a Grumello Cremonese

Affaitati è una nobile famiglia italiana originaria di Cremona (1300), trapiantata nel Regno di Napoli. Marchese di Canosa, conte di Grumello e nobile di Monopoli.
Palazzi a Cremona, Barletta, Grumello. Rugiero Affaitati era viceré di Napoli. Il ramo di Napoli si era trasferito a Bari e poi a Barletta ove era stato iscritto al patriziato e aveva ricevuto l'investitura del titolo di marchese di Canosa.
Membri del registro della nobiltà d'Italia. Affaytadi di Ghistelles, principe di Hilst, concessione dall'imperatore Ferdinando I il 23 maggio 1523. I discendenti, iscritti a Barletta al Priorato dell'Ordine di Malta, con case a Napoli e Monopoli, figurano nella tabella ufficiale della nobiltà. Marchese  (Marini Affaitati)
Costruirono dal 1561 al 1570 palazzo Affaitati di Cremona, che oggi ospita il Museo della Città (Museo civico Ala Ponzone), dal 1930 al 1936.

## Personaggi illustri
- Giovan Francesco Affaitati (?-1528), mercante e banchiere
- Fortunio Affaitati (1510-1555), medico ed astrologo
- Gian Carlo Affaitati (XVI secolo), al servizio di Carlo V, edificò Villa Affaitati a Grumello Cremonese

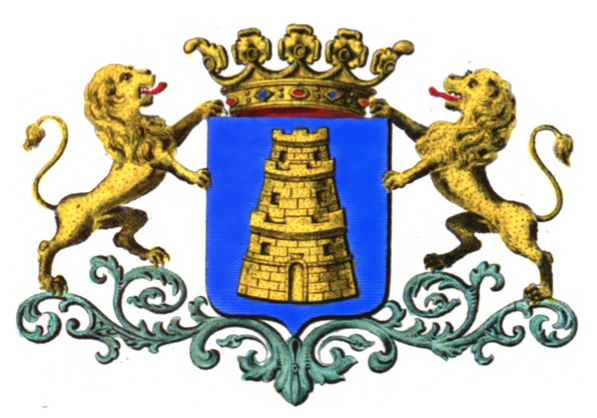
Stemma degli Affaytadi di Ghistelles

## Arma
Blu e grifone d'oro, cimiero: una torre d'oro sormontata da un pellicano d'argento.

## Ramo belga
Gli Affaytadi di Ghistelles furono un ramo della famiglia cremonese, estinto nel 1831. Signori di Zelzaete e della contea di Ghistelles. Qualifica di barone a seguito del loro stabilimento in Anversa nel XVI secolo, principi di Hilst nel 1523, conti di Ghistelles nel 1676, il riconoscimento di nobiltà nel 1827, membri dell'Ordine Equestre del Brabante con titolo di conte trasmesso a tutti i discendenti e l'aggiunta del nome "di Ghistelles".